# Sven Bodforss
Sven Wilhelm Bodforss, född 6 oktober 1890 i Örebro, död 2 juli 1978 i Lund, var en svensk kemist.
Bodforss doktorerade 1917 med avhandlingen Till kännedom om aromatiska oxidoföreningar och isomera 1-3-diketoner, blev 1919 docent i oorganisk kemi i Trondheim och 1921 lektor vid tekniska läroverket i Malmö. 
1929 blev han professor vid Lunds universitet. Bodforss började som organisk kemist men ägnade sig senare alltmer åt den fysikaliska kemin. Ett av hans viktigaste arbeten behandlar berylliums elektrokemi.